# Afewerk Tekle

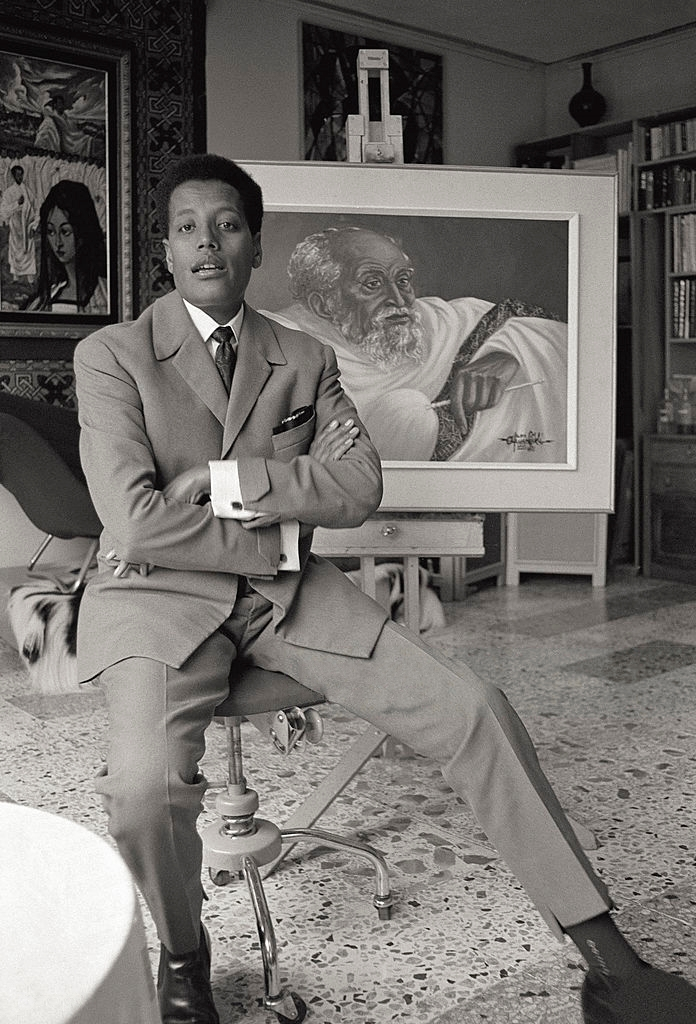
Afewerk Tekle 1965

Afewerk Tekle (auch: Afework Tekle, amharisch አፈወርቅ ተክሌ, * 22. Oktober 1932 in Ankober, Äthiopien; † 10. April 2012 in Addis Abeba, Äthiopien) war ein äthiopischer bildender Künstler. Sein gegenständlicher, repräsentativer Kunststil brachte ihm bedeutende Aufträge des äthiopischen Staates, des äthiopischen Kaisers und der Kirche ein.

## Leben und Werk
Afewerk Tekle studierte seit 1947 an der Central School of Arts and Crafts in London sowie an der Slade School of Fine Art des University College London. Später studierte er Glasfenstergestaltung in Paris. Seine erste Ausstellung hatte er 1954 in Addis Abeba.
1955 gründete Afewerk Tekle auf Veranlassung und mit Unterstützung des äthiopischen Kaiserhauses die private Kunstschule „Alpha Studio“. Über die Arbeit dieser Institution und mögliche Schüler ist wenig bekannt. Ebenso ist nicht bekannt, ob es neben Afewerk Tekle weitere Kunstdozenten an dieser Institution gab.
1964 wurde er Sieger des National Prize for Fine Arts. Er veranstaltete Ausstellungen und Vorträge in vielen Ländern weltweit, u. a. in Äthiopien, der Sowjetunion, den USA, Senegal, Türkei, Zaire, Bulgarien und Deutschland.
Er lehrte ab 1964 auch als Kunstpädagoge in den USA.
Afewerk Tekle entwarf sein eigenes Haus, Studio und Galerie, bekannt unter dem Namen "Villa Alpha", nach architektonischen Motiven aus dem historischen Aksum, der mittelalterlichen Burg von Gonder und der alten Festungsstadt Harrar. Eines seiner eindrucksvollsten Bilder, "African Heritage" (1967), befindet sich im Nationalmuseum von Äthiopien in Addis Abeba, des Weiteren befinden sich dort seine Werke "Qebele Meeting" (1977), "Demera" (1974) und "Ye-Petros Kihidet". Er entwarf mehr als zehn verschiedene Designs für ein Emblem und eine Flagge für ein vereinigtes Afrika. Er ist international bekannt durch sein Fensterbild "The Struggle and Aspiration of The African People" (1960) in der Africa Hall, Sitz der Wirtschaftskommission für Afrika der Vereinten Nationen. Das dreiteilige Werk zeigt die traurige Vergangenheit Afrikas, seinen heutigen Existenzkampf, sowie die hohen Erwartungen für die Zukunft.
Sein Gemälde Unity Triptych gewann 1977 die Goldmedaille auf dem Algiers International Festival. Während der Ausstellung im Puschkin-Museum in Moskau und dem Russischen Staatsmuseum in Leningrad im September 1980 wurde Afewerk Tekle als „Held des Friedens und der Freundschaft“ ausgezeichnet und als der bedeutendste afrikanische Künstler des 20. Jahrhunderts bezeichnet. 1981 wurde sein Werk Self-portrait als erstes Werk eines Afrikaners in die Dauerausstellung der Uffizien in Florenz (Italien) aufgenommen. 1997 gewann er erste Preise für seine Werke The Chalice and the Cross in the Life of the African People und The Sun of Senegal.
Afewerk Tekle schuf unter anderem die Fenster der Militärakademie in Harar, eine Plastik für den neuen Kaiserpalast sowie Wandgemälde für die Kirchen St.-Georgs-Kathedrale  und Dreifaltigkeitskathedrale, alles in Addis Abeba. Sein Werk umfasst verschiedenste Themen und Motive sowie zahlreiche Techniken und Kunstmedien. Er schuf unter anderem auch Entwürfe für Briefmarken, Buchumschläge, Spielkarten und für ein äthiopisches Nationalkostüm. In seinem Spätwerk dominiert die Tendenz, Naturformen auf ihre geometrischen Grundformen zu reduzieren und Oberflächendetails oder Zufälligkeiten in der Darstellung zurückzunehmen. Große, kräftige blaue, grüne, gelbe und rote Farbflächen werden in seinen Glasfenstern einander entgegengesetzt. Den Stil, den er in den oben genannten Glasfenstern der Africa Hall fand, übertrug er auf seine Ölmalerei. Leuchtenden Ölbilder, die zuweilen von einem Netz schwarzer Linien überlagert sind, wirken wie Glasfenster.
Afewerk Tekle verstarb am 10. April 2012 in einem Privatkrankenhaus in Addis Abeba an starken Magengeschwüren.